# Absolute Steel
Absolute Steel è una band heavy metal norvegese di Larvik.

## Storia del gruppo
Fu fondata nel 1999 da Andy Boss (chitarrista), Dave Bomb (secondo chitarrista) e K2 (cantante). Attraverso tutti gli anni '90, gli Absolute Steel hanno suonato in molti show live, creando un genere heavy metal proprio, attirando così la Edgerunner Records, una casa discografica locale. Nel 2002 fu pubblicato The Fair Bitch Project, l'album di debutto della band. Gli spettacoli dopo l'uscita dell'album contribuirono ulteriormente a identificare il loro stile, con strip e fuochi artificiali.
Era prevista una seconda uscita, ma la casa discografica fallì prima che il nuovo cd potesse essere distribuito. Il gruppo, quindi, autoprodusse e distribuì circa 200 copie di un nuovo album per cercare di attirare nuove case discografiche. Una etichetta greca, la Black Lotus, ascoltata la registrazione decise di commercializzare l'album con il titolo WomaniZer.

## Formazione
- K2 - voce
- Andy Boss - chitarra
- Dave Bomb - chitarra
- Motorbass - basso

## Discografia

### Album
1. The Fair Bitch Project, 2002
2. WomaniZer, 2005

### Demo
1. Absolute Steel, 1999

### Singoli
1. We Sentence You To Death, 2001